# Форт № 2a — Барнеков
Форт № 2а Барнеков — один из небольших фортов (промежуточное укрепление) Кёнигсберга, названный в честь Альберта фон Барнекова, прусского генерала, участника войны с Францией. Отличительной особенностью форта является цвет кирпича, используемого при отделке. Единственный форт, отделанный не красным кирпичом.
На бетонных площадках вокруг рва находились армейские склады типа бараков.
До 1996 года Форт 2а — склад артиллерийских снарядов.
Форт свободен для осмотра.